# Thaw Yae Faw
Thaw Yae Faw (* 5. Juni 1986) ist eine myanmarische Gewichtheberin.

## Karriere
Faw gewann bei den Asienspielen 2006 in Doha die Bronzemedaille in der Klasse bis 63 kg. 2007 nahm sie an den Weltmeisterschaften in Chiang Mai teil. Wegen eines Verstoßes gegen die Dopingbestimmungen wurde sie allerdings disqualifiziert und anschließend vom Weltverband IWF für zwei Jahre gesperrt. Nach ihrer Sperre gewann sie bei den Südostasienspielen 2009 in Vientiane Bronze. Bei den Südostasienspielen 2013 in Naypyidaw wurde sie erneut Dritte.